# Campionato svedese di football americano
Il campionato svedese di football americano è una competizione che riunisce l'élite dei club svedesi di football americano dal 1985. L'organizzatore del campionato e delle squadre nazionali è la Federazione Svedese di Football Americano (SWE3).
Questa competizione si disputa con una stagione regolare con girone all'italiana, seguita dai play-off con una finale soprannominata SM-Final.

## Formato
Il campionato attuale è diviso in tre categorie: la Superserien, la Division 1 e la Division 2. Le prime 4 squadre classificate nella Superserien si affrontano nella SM-Final. Esiste anche un campionato femminile su due livelli: il massimo livello è denominato Superserien för damer, quello successivo è la Division 1 för damer.
Il gioco si svolge con le regole della SWE3 che si basano sul regolamento della NCAA.

## Finali

### Superserien
| Data                | SM-Final        | Vincitore               | Punteggio | Finalista               |
| ------------------- | --------------- | ----------------------- | --------- | ----------------------- |
| 1985                | -               | Lidingö Pink Chargers   | 6-0       | Danderyd Mean Machines  |
| 1986                | SM-Final I      | Lidingö Pink Chargers   | 15-6      | Glue Harbour Buccaneers |
| 1987                | SM-Final II     | Kristianstad C4 Lions   | 22-0      | Danderyd Mean Machines  |
| 1988                | SM-Final III    | Kristianstad C4 Lions   | 25-8      | Lidingö Pink Chargers   |
| 1989                | SM-Final IV     | Kristianstad C4 Lions   | 22-8      | Stockholm City Wildcats |
| 1990                | SM-Final V      | Danderyd Mean Machines  | 28-21     | Limhamn Griffins        |
| 1991 (15 settembre) | SM-Final VI     | Uppsala 86ers           | 30-10     | Kristianstad C4 Lions   |
| 1992 (30 luglio)    | SM-Final VII    | Uppsala 86ers           | 22-12     | Danderyd Mean Machines  |
| 1993 (30 luglio)    | SM-Final VIII   | Limhamn Griffins        | 38-36     | Uppsala 86ers           |
| 1994 (30 luglio)    | SM-Final IX     | Limhamn Griffins        | 37-7      | Kristianstad C4 Lions   |
| 1995 (30 luglio)    | SM-Final X      | Solna Chiefs            | 22-0      | Limhamn Griffins        |
| 1996 (18 agosto)    | SM-Final XI     | Kristianstad C4 Lions   | 20-14     | Limhamn Griffins        |
| 1997 (24 agosto)    | SM-Final XII    | Stockholm Mean Machines | 28-21     | Uppsala 86ers           |
| 1998 (26 luglio)    | SM-Final XIII   | Stockholm Mean Machines | 31-10     | Örebro Black Knights    |
| 1999 (22 agosto)    | SM-Final XIV    | Stockholm Mean Machines | 48-25     | Örebro Black Knights    |
| 2000 (2 ottobre)    | SM-Final XV     | Stockholm Mean Machines | 55-17     | Tyresö Royal Crowns     |
| 2001 (2 settembre)  | SM-Final XVI    | Tyresö Royal Crowns     | 30-25     | Stockholm Mean Machines |
| 2002 (1º settembre) | SM-Final XVII   | Stockholm Mean Machines | 28-20     | Carlstad Crusaders      |
| 2003 (20 settembre) | SM-Final XVIII  | Arlanda Jets            | 14-7      | Carlstad Crusaders      |
| 2004 (5 settembre)  | SM-Final XIX    | Stockholm Mean Machines | 7-0 o.t.  | Carlstad Crusaders      |
| 2005 (4 settembre)  | SM-Final XX     | Stockholm Mean Machines | 35-21     | Carlstad Crusaders      |
| 2006 (10 settembre) | SM-Final XXI    | Stockholm Mean Machines | 24-21     | Carlstad Crusaders      |
| 2007 (16 settembre) | SM-Final XXII   | Limhamn Griffins        | 9-6 o.t.  | Carlstad Crusaders      |
| 2008 (21 settembre) | SM-Final XXIII  | Stockholm Mean Machines | 70-39     | Arlanda Jets            |
| 2009 (20 settembre) | SM-Final XXIV   | Stockholm Mean Machines | 24-20     | Carlstad Crusaders      |
| 2010 (19 settembre) | SM-Final XXV    | Carlstad Crusaders      | 37-15     | Tyresö Royal Crowns     |
| 2011 (24 settembre) | SM-Final XXVI   | Carlstad Crusaders      | 20-7      | Tyresö Royal Crowns     |
| 2012 (14 luglio)    | SM-Final XXVII  | Carlstad Crusaders      | 24-0      | Tyresö Royal Crowns     |
| 2013 (7 settembre)  | SM-Final XXVIII | Carlstad Crusaders      | 47-25     | Örebro Black Knights    |
| 2014 (7 settembre)  | SM-Final XXIX   | Carlstad Crusaders      | 49-9      | Örebro Black Knights    |
| 2015 (6 settembre)  | SM-Final XXX    | Carlstad Crusaders      | 42-17     | Örebro Black Knights    |
| 2016 (9 luglio)     | SM-Final XXXI   | Carlstad Crusaders      | 34-22     | Uppsala 86ers           |
| 2017 (8 luglio)     | SM-Final XXXII  | Carlstad Crusaders      | 24-0      | Örebro Black Knights    |
| 2018 (7 luglio)     | SM-Final XXXIII | Stockholm Mean Machines | 42-41     | Carlstad Crusaders      |
| 2019 (6 luglio)     | SM-Final XXXIV  | Stockholm Mean Machines | 49-35     | Carlstad Crusaders      |
| 2020 (24 ottobre)   | SM-Final XXXV   | Carlstad Crusaders      | 14-12     | Stockholm Mean Machines |
| 2021 (10 luglio)    | SM-Final XXXVI  | Örebro Black Knights    | 28-14     | Stockholm Mean Machines |
| 2022 (9 luglio)     | SM-Final XXXVII | Stockholm Mean Machines | 52-8      | Örebro Black Knights    |

### Superserien för damer
| Data                | SM-Final      | Vincitore               | Punteggio | Finalista               |
| ------------------- | ------------- | ----------------------- | --------- | ----------------------- |
| 2012 (23 settembre) | SM-Final I    | Stockholm Mean Machines | 40-0      | Arlanda Jets            |
| 2013 (7 settembre)  | SM-Final II   | Stockholm Mean Machines | 28-6      | Arlanda Jets            |
| 2014 (13 settembre) | SM-Final III  | Stockholm Mean Machines | 38-6      | Arlanda Jets            |
| 2015 (19 settembre) | SM-Final IV   | Stockholm Mean Machines | 21-0      | Örebro Black Knights    |
| 2016(8 luglio)      | SM-Final V    | Örebro Black Knights    | 28-7      | Arlanda Jets            |
| 2017 (8 luglio)     | SM-Final VI   | Örebro Black Knights    | 22-6      | Stockholm Mean Machines |
| 2018 (7 luglio)     | SM-Final VII  | Carlstad Crusaders      | 30-22     | Örebro Black Knights    |
| 2019 (6 luglio)     | SM-Final VIII | Carlstad Crusaders      | 14-8      | Örebro Black Knights    |
| 2020 (24 ottobre)   | SM-Final IX   | Carlstad Crusaders      | 28-0      | Örebro Black Knights    |
| 2021 (2 ottobre)    | SM-Final X    | Carlstad Crusaders      | 14-0      | Örebro Black Knights    |
| 2022 (9 luglio)     | SM-Final XI   | Carlstad Crusaders      | 28-0      | Örebro Black Knights    |

### Division 1
| Data                | Finale      | Vincitore                                                                       | Punteggio                   | Finalista                   |
| ------------------- | ----------- | ------------------------------------------------------------------------------- | --------------------------- | --------------------------- |
| 1991                |             | Bromma 12ers/ Alelyckan Sundevils                                               | Vincitori dei gironi        | Vincitori dei gironi        |
| 1992                |             | Stockholm City Wildcats/ Halmstad Eagles                                        | Vincitori dei gironi        | Vincitori dei gironi        |
| 1993                |             | Gefle Red Devils/ Helsingborg Westcoasters                                      | Vincitori dei gironi        | Vincitori dei gironi        |
| 1994                |             | Bromma 12ers/ Lund Vikings                                                      | Vincitori dei gironi        | Vincitori dei gironi        |
| 1995                |             | Nyköping Baltic Beasts/ Halmstad Eagles                                         | Vincitori dei gironi        | Vincitori dei gironi        |
| 1996                |             | Arlanda Jets/ Halmstad Eagles                                                   | Vincitori dei gironi        | Vincitori dei gironi        |
| 1997                |             | Tyresö Royal Crowns/ Carlstad Crusaders                                         | Vincitori dei gironi        | Vincitori dei gironi        |
| 1998                |             | Arlanda Jets/ Ystad Rockets                                                     | Vincitori dei gironi        | Vincitori dei gironi        |
| 1999                |             | Uppsala 86ers/ Karlskoga Wolves                                                 | Vincitori dei gironi        | Vincitori dei gironi        |
| 2000                |             | Jamtland Republicans/ Norrköping Panthers/ Göteborg Giants/ Limhamn Griffins    | Vincitori dei gironi        | Vincitori dei gironi        |
| 2001                |             | Luleå Eskimos/ Solna Chiefs/ Göteborg Giants/ Limhamn Griffins                  | Vincitori dei gironi        | Vincitori dei gironi        |
| 2002 (25 agosto)    | Finale I    | Ystad Rockets                                                                   | 12-7                        | KTH Osquars                 |
| 2003 (9 settembre)  | Finale II   | Örebro Black Knights                                                            | 55-18                       | Sundsvall Flames            |
| 2004 (29 agosto)    | Finale III  | Limhamn Griffins                                                                | 53-38                       | Göteborg Giants             |
| 2005 (27 agosto)    | Finale IV   | Limhamn Griffins                                                                | 7-0                         | Djurgårdens IF              |
| 2006 (3 settembre)  | Finale V    | Tyresö Royal Crowns                                                             | 35-20                       | Djurgårdens IF              |
| 2007 (9 settembre)  | Finale VI   | Göteborg Marvels                                                                | 14-0                        | STU Northside Bulls         |
| 2008                |             | Djurgårdens IF                                                                  | Vincitori del girone        | Vincitori del girone        |
| 2009                |             | Kristianstad C4 Lions                                                           | Vincitori del girone        | Vincitori del girone        |
| 2010                |             | Ystad Rockets/ Örebro Black Knights                                             | Vincitori dei gironi        | Vincitori dei gironi        |
| 2011                |             | Uppsala 86ers/ Nyköping Baltic Beasts/ Göteborg Marvels/ Kristianstad Predators | Vincitori dei gironi        | Vincitori dei gironi        |
| 2012                |             | Kristianstad Predators                                                          | Vincitori del girone finale | Vincitori del girone finale |
| 2013                |             | Gefle Red Devils/ Västerås Roedeers/ Göteborg Marvels/ Limhamn Griffins         | Vincitori dei gironi        | Vincitori dei gironi        |
| 2014                |             | Västerås Roedeers/ Djurgårdens IF/ Borås Rhinos/ Ystad Rockets                  | Vincitori dei gironi        | Vincitori dei gironi        |
| 2015                |             | Göteborg Marvels/ Umeå AFC/ Skövde Dukes/ Hässleholm Hurricanes                 | Vincitori dei gironi        | Vincitori dei gironi        |
| 2016 (24 settembre) | Finale VII  | Arlanda Jets                                                                    | 14-0                        | Kristianstad Predators      |
| 2017 (27 agosto)    | Finale VIII | Göteborg Marvels                                                                | 21-13                       | STU Northside Bulls         |
| 2018 (8 settembre)  | Finale IX   | Tyresö Royal Crowns                                                             | 64-28                       | Karlskoga Wolves            |
| 2019 (6 luglio)     | Finale X    | Kristianstad Predators                                                          | 54-26                       | Arlanda Jets                |
| 2020                |             | Arlanda Jets/ Kristianstad Predators                                            | Vincitori dei gironi        | Vincitori dei gironi        |
| 2021                |             | Tyresö Royal Crowns/ Limhamn Griffins                                           | Vincitori delle finali      | Vincitori delle finali      |
| 2022                |             | Arlanda Jets/ Limhamn Griffins                                                  | Vincitori delle finali      | Vincitori delle finali      |

### Division 1 för damer
| Data             | Finale   | Vincitore                             | Punteggio                          | Finalista                          |
| ---------------- | -------- | ------------------------------------- | ---------------------------------- | ---------------------------------- |
| 2019             |          | Västerås Roedeers                     | Vincitrici della stagione regolare | Vincitrici della stagione regolare |
| 2020             |          | Västerås Roedeers/ Jönköping Spartans | Vincitrici dei gironi              | Vincitrici dei gironi              |
| 2021 (2 ottobre) | Finale I | Stockholm Mean Machines               | 20-6                               | Göteborg Marvels                   |

### Division 2
| Data | Finale | Vincitore                                             | Punteggio            | Finalista            |
| ---- | ------ | ----------------------------------------------------- | -------------------- | -------------------- |
| 2020 |        | Djurgårdens IF/ Norrköping Panthers/ Göteborg Marvels | Vincitori dei gironi | Vincitori dei gironi |
| 2021 |        | Gefle Red Devils/ Carlstad Crusaders B/ Ystad Rockets | Vincitori dei gironi | Vincitori dei gironi |
| 2022 |        | Upplands-Bro Broncos/ Carlstad Crusaders B            | Vincitori dei gironi | Vincitori dei gironi |

## Squadre per numero di campionati vinti
Le tabelle seguenti mostrano le squadre ordinate per numero di campionati vinti nelle diverse leghe.

### Primo livello maschile
|    | Squadra                 | Anni                                                                               |
| -- | ----------------------- | ---------------------------------------------------------------------------------- |
| 14 | Stockholm Mean Machines | 1990, 1997, 1998, 1999, 2000, 2002, 2004, 2005, 2006, 2008, 2009, 2018, 2019, 2022 |
| 9  | Carlstad Crusaders      | 2010, 2011, 2012, 2013, 2014, 2015, 2016, 2017, 2020                               |
| 4  | Kristianstad C4 Lions   | 1987, 1988, 1989, 1996                                                             |
| 3  | Limhamn Griffins        | 1993, 1994, 2007                                                                   |
| 2  | Uppsala 86ers           | 1991, 1992                                                                         |
| 2  | Lidingö Pink Chargers   | 1985, 1986                                                                         |
| 1  | Örebro Black Knights    | 2021                                                                               |
| 1  | Arlanda Jets            | 2003                                                                               |
| 1  | Tyresö Royal Crowns     | 2001                                                                               |
| 1  | Solna Chiefs            | 1995                                                                               |

### Primo livello femminile
|   | Squadra                 | Anni                         |
| - | ----------------------- | ---------------------------- |
| 5 | Carlstad Crusaders      | 2018, 2019, 2020, 2021, 2022 |
| 4 | Stockholm Mean Machines | 2012, 2013, 2014, 2015       |
| 2 | Örebro Black Knights    | 2016, 2017                   |

### Secondo livello
|   | Squadra                  | Anni                                     |
| - | ------------------------ | ---------------------------------------- |
| 7 | Limhamn Griffins         | 2000, 2001, 2004, 2005, 2013, 2021, 2022 |
| 5 | Arlanda Jets             | 1996, 1998, 2016, 2020, 2022             |
| 5 | Göteborg Marvels         | 2007, 2011, 2013, 2015, 2017             |
| 4 | Tyresö Royal Crowns      | 1997, 2006, 2018, 2021                   |
| 4 | Kristianstad Predators   | 2011, 2012, 2019, 2020                   |
| 4 | Ystad Rockets            | 1998, 2002, 2010, 2014                   |
| 3 | Halmstad Eagles          | 1992, 1995, 1996                         |
| 2 | Västerås Roedeers        | 2013, 2014                               |
| 2 | Djurgårdens IF           | 2008, 2014                               |
| 2 | Gefle Red Devils         | 1993, 2013                               |
| 2 | Uppsala 86ers            | 1999, 2011                               |
| 2 | Nyköping Baltic Beasts   | 1995, 2011                               |
| 2 | Örebro Black Knights     | 2003, 2010                               |
| 2 | Göteborg Giants          | 2000, 2001                               |
| 2 | Bromma 12ers             | 1991, 1994                               |
| 1 | Hässleholm Hurricanes    | 2015                                     |
| 1 | Skövde Dukes             | 2015                                     |
| 1 | Umeå AFC                 | 2015                                     |
| 1 | Borås Rhinos             | 2014                                     |
| 1 | Kristianstad C4 Lions    | 2009                                     |
| 1 | Luleå Eskimos            | 2001                                     |
| 1 | Solna Chiefs             | 2001                                     |
| 1 | Jamtland Republicans     | 2000                                     |
| 1 | Norrköping Panthers      | 2000                                     |
| 1 | Karlskoga Wolves         | 1999                                     |
| 1 | Carlstad Crusaders       | 1997                                     |
| 1 | Lund Vikings             | 1994                                     |
| 1 | Helsingborg Westcoasters | 1993                                     |
| 1 | Stockholm City Wildcats  | 1992                                     |
| 1 | Alelyckan Sundevils      | 1991                                     |

### Division 1 för damer
|   | Squadra                 | Anni       |
| - | ----------------------- | ---------- |
| 2 | Västerås Roedeers       | 2019, 2020 |
| 1 | Stockholm Mean Machines | 2021       |
| 1 | Jönköping Spartans      | 2020       |

### Division 2
|   | Squadra              | Anni       |
| - | -------------------- | ---------- |
| 2 | Carlstad Crusaders   | 2021, 2022 |
| 1 | Upplands-Bro Broncos | 2022       |
| 1 | Gefle Red Devils     | 2021       |
| 1 | Ystad Rockets        | 2021       |
| 1 | Djurgårdens IF       | 2020       |
| 1 | Göteborg Marvels     | 2020       |
| 1 | Norrköping Panthers  | 2020       |